# 西北西 (映画)
『西北西』（せいほくせい、West North West）は、2015年に製作された日本映画。韓国、ドイツ、アメリカ合衆国などの映画祭で上映されたのち、2018年に日本で一般公開された。出演は韓英恵、サヘル・ローズ、山内優花。性別や国、宗教のボーダーで揺れる3人のマイノリティの女性たちの交流が描かれる。

## 概要
俳優出身の中村拓朗にとって2作目の監督作品となる。中村は高校卒業後、専門学校に通い、一人暮らしを始めた。その時分に同い年の女性と交際し、同時期に仲の良かった同級生の男性に特別な感情を抱いた。中村は言う。「当時の私はまだ若く、とても困惑し、自分を恥じた」「結局恥ずかしさに敗れた私は、彼を愛おしく思う心を封印してしまった」「彼女に対して、彼に対して、僕が抱えたカオティックな感情を映画にキャプチャーしたかった」。
バーテンダーとして働くレズビアンのケイ（韓英恵）、イラン人留学生のムスリムのナイマ（サヘル・ローズ）、モデルとして働くケイの恋人のアイ（山内優花）はそれぞれ不安を感じる生活の中で、自らの“西北西”を探求する。東京からメッカに祈りを捧げる方角が「西北西」であり、映画のタイトルはそこからとられた。中村は、主役の一人をなぜイラン人のキャラクターにしたのかとの質問に対し、「ナイマを演じるのはサヘル・ローズでなくてはならなかったからです。彼女の人間性はナイマそのものであり、体現できるのは彼女しかいないのです」と答えている。
企業からの出資は受けず、中村とプロデューサーの自己資金で映画は製作された。韓英恵とサヘル・ローズが劇中、カフェで出会うシーンは、事前の挨拶や顔合わせもなく、2人の役者が実際に初対面の状態で撮影された。映画監督のジャン・ユンカーマンが大学の教授（講師）役で出演し、沖縄戦など歴史に関する授業を実際に行っている。
2015年10月、釜山国際映画祭で初めて上映された。2016年6月から7月にかけて開催されたミュンヘン国際映画祭に出品された。同年7月16日、セクシュアル・マイノリティに関する映画祭である「レインボー・リール東京」で上映された。2017年7月22日、ニューヨークで行われる日本映画の映画祭「ジャパン・カッツ」で上映された。そして2018年9月15日、ようやく日本で一般公開された。
映画批評家のジャスティン・チャンは『バラエティ』誌で次のように書いた。
「中村の脚本には、ケイとナイマが直面している様々な文化的偏見や不安を、探りながら、また絶え間なく変化しながら描く感覚がある。ケイは、ナイマがケイのために用意した本物のイラン料理を試してみるに気になり、慎重に口にする。ここは映画の中でもっとも甘美で自然なシーンの一つだ。私たちは気づかされる。寛容と相互理解に到達するには実に多くの方法があるのだということを」

## キャスト
- 韓英恵
- サヘル・ローズ
- 山内優花
- 林初寒
- 松村龍樹
- 田野聖子
- 高崎二郎
- 中吉卓郎
- 大方斐紗子
- ジャン・ユンカーマン

## スタッフ
- 監督 - 中村拓朗
- 脚本 - 中村拓朗
- プロデューサー - 汐田海平、郝青、韓愈
- 制作 - 小原康照、八木宇希、佐藤和貴
- 撮影 - 關根靖享
- 音楽 - 中里正幸
- 主題歌 - hakobune「Kazahana」
- 美術監修 - 浅田崇
- 助監督 - 速水萌巴
- 特別協力 - ジャン・ユンカーマン、安藤紘平
- 宣伝 - エイゾーラボ
- 制作プロダクション - 好漢影視
- 配給 - オンリーハーツ